# 兴安街道 (赤峰市)
兴安街道，是中华人民共和国内蒙古自治区赤峰市松山区下辖的一个乡镇级行政单位。

## 行政区划
兴安街道下辖以下地区：
水榭花都社区、吉祥社区和农研社区。